# Bedingtes Entstehen
Das bedingte Entstehen oder Entstehen in Abhängigkeit (Sanskrit: pratītya-samutpāda; Pali: paṭicca-samuppāda) gilt im Buddhismus als ein vom historischen Buddha entdecktes Naturgesetz. Es erklärt die Ursache des Leidens, von der die zweite der Vier edlen Wahrheiten handelt. Buddha erkannte, dass das Gesetz des bedingten Entstehens auf alle Phänomene zutrifft.
Buddhistische Texte beschreiben einerseits das allgemeine Prinzip, nach dem jede Wirkung auf Ursachen beruht und andererseits die „zwölfgliedrige Kette des bedingten Entstehens“ (Sanskrit: dvādaśa-nidāna, dvādaśâṅgaḥ pratītya-samutpādaḥ, dvādaśa-pratītya-samutpāda) zur Darstellung seiner praktischen Auswirkungen.
Die Kette zeigt einen Kreislauf von wesentlichen Prozessen, die sich gegenseitig bedingen. Es gibt Interpretationen, nach denen die zwölfgliedrige Kette des bedingten Entstehens zeigt, wie es zur leidhaften Kette der Wiedergeburten kommt und wie sie aufzuheben ist. Nach anderen Interpretationen zeigt die Kette, wie die Identifikation mit einem vermeintlich permanenten Selbst entsteht und dass sie eine fundamentale Täuschung ist. Das Festhalten an dieser Täuschung wird als Ursache des Leidens identifiziert.

## Erläuterungen
Dieses buddhistische Gesetz oder Prinzip erläutert, dass alle geistigen und physischen Phänomene aufgrund von „Ursachen und Bedingungen“ entstehen. Es gibt kein Phänomen, das unabhängig existiert. Jede Wirkung ist das Resultat mannigfaltiger Ursachen. Von besonderer Bedeutung ist dabei, dass das Gesetz eine Erklärung für die Entstehung von Leiden und von Mechanismen, die zur Wiedergeburt führen, gibt.
Die kausale gegenseitige Abhängigkeit ist das wichtigste buddhistische Prinzip. Wir sind dadurch mit unserer Umwelt verbunden. Wenn wir denken, wir seien abgetrennt und unabhängig und könnten entsprechend handeln, dann erschaffen unsere Gedanken und Handlungen unnötiges Leiden für uns und unsere Umwelt. Wir können nur in Frieden leben, wenn wir erkennen, dass wir immer mit unserer Umwelt verbunden sind und lernen, in allen Bereichen in Harmonie mit ihr zu leben.
Wenn eine Bedingung sich ändert, verändert sich der ganze (folgende) Daseins-Prozess. Der Mensch ist nicht nur von zahlreichen Bedingungen abhängig, auch seine Gedanken, Erlebnisse und Empfindungen werden von Bedingungen beeinflusst. Bedingtes Entstehen erscheint nur in Abhängigkeit von Vorstellungen aus Wahrnehmung, Erinnerung, Gefühl und Absicht.

## Textstelle aus dem Pali-Kanon
„Zu jener Zeit weilte der Erhabene am Fuße des Bodhi-Baumes in Uruvelā am Ufer des Flusses Nerañjara, gerade eben vollkommen erwacht. So saß der Erhabene am Fuße des Bodhi Baumes sieben Tage mit verschränkten Beinen, das Glück der Erlösung erfahrend.
Am Beginn des ersten Nachtabschnittes durchdachte der Erhabene im Geiste vorwärts und rückwärts die Kette des bedingten Entstehens: Es entsteht in Abhängigkeit von:
Unwissen – Aktivitäten,

von Aktivitäten – Bewußtsein,

von Bewußtsein – Körper und Geist,

von Körper und Geist – sechsfacher (Sinnen)bereich,

vom sechsfachen (Sinnen)bereich – Berührungen,

von Berührungen – Gefühl,

von Gefühl – Durst,

von Durst – Ergreifen,

von Ergreifen – Werden,

von Werden – Geburt,

von Geburt – Alter, Tod, Kummer, Jammer, Schmerz, Leid und Verzweiflung.

In dieser Weise entsteht diese ganze Masse von Leid.
Durch die restlose Auflösung und Vernichtung der Unwissenheit lösen sich die Aktivitäten auf,

durch die Auflösung der Aktivitäten löst sich das Bewußtsein auf,

durch die Auflösung des Bewußtseins lösen sich Körper und Geist auf,

durch die Auflösung von Körper und Geist löst sich der sechsfache (Sinnen)bereich auf,

durch die Auflösung des sechsfachen (Sinnen)bereiches löst sich die Berührung auf,

durch die Auflösung der Berührung löst sich Gefühl auf,

durch die Auflösung des Gefühls löst sich der Durst auf,

durch die Auflösung des Durstes löst sich das Ergreifen auf,

durch die Auflösung des Ergreifens löst sich das Werden auf,

durch die Auflösung des Werdens löst sich die Geburt auf,

durch die Auflösung der Geburt lösen sich Alter, Tod, Kummer, Jammer, Schmerz, Leid und Verzweiflung auf.

In dieser Weise vergeht die ganze Masse von Leid.
Da also der Erhabene diesen Sachverhalt erkannt hatte, sprach er zu jener Zeit diesen Satz:
Wenn bei einem Eifrigen, Meditierenden, Edlen, wirklich die Wahrheit entsteht, dann schwinden ihm die Zweifel alle, denn er schaut das Gesetz der Bedingtheit.“

## Die zwölfgliedrige Kette des bedingten Entstehens
Die zwölfgliedrige Kette, bei der das Nachfolgende immer abhängig vom Vorhergehenden entsteht, hier in ihrer einfachsten und verbreitetsten Form:
1. Nichtwissen, Unwissen, Ignoranz (skr.: अविद्या, avidyā, pi.: avijjā – „Nichtwissen“, „Unwissenheit“). Dieser Punkt bezieht sich auf die Unwissenheit von den Vier Edlen Wahrheiten und des unpersönlichen Vorgangs der bedingten Entstehung. Daraus entstehen ...
2. Bildungen / Gestaltungen / Formationen / Vorbereitung, Tatabsicht (skr.: संस्कार saṁskāra, pi.: sankhāra – „Zubereitung“, „Herstellung“, „Bearbeitung“, „Verzierung“, „Schliff“, „Pflege“, „Bildung“; „Richtigkeit“, „Korrektheit“, „Vollkommenheit“). Zusammen mit dem Nichtwissen Erzeuger des Karma. Die Gestaltungen werden auch karmische Formationskräfte genannt. Sie können heilsam (skr.: kuśala, pi.: kusala), nicht heilsam (skr.: akuśala, pi.: akusala) oder weder-heilsam-noch-nicht-heilsam sein. Der Sanskāra bildet die Grundlage für das ...
3. Bewusstsein (skr.: विज्ञान, vijñāna, pi.: viññana – Erkennen als Erkenntnis im Sinne „richtiger Erkenntnis“, „Wissen“), dass das Potential für eine erneute Identifikation birgt. Danach ...
4. Geistigkeit und Körperlichkeit (skr.: नामरूप, nāmarūpa, pi.: nāmarūpa –  Name und Form, Name und Gestalt) sind alles, was das Geistige und Körperliche eines Neugeborenen bildet. Geist und Körper entstehen bedingt zusammen und bedingen ...
5. die sechs Sinnestore (skr.: षडायतन, ṣaḍāyatana, pi.: salāyatana – „aus den sechs Āyatana“). Augen (sehen), Ohren (hören), Nase (riechen), Zunge (schmecken), Körper (tasten) und Geist (denken). Dadurch entsteht ...
6. Kontakt (skr.: स्पर्श, sparśa,; pi.: phassa – „etwas berühren“, „rühren“, „in etwas dringen“, „Berührung“). In Abhängigkeit von Sinnesorgan / Geist und Sinnesobjekten / Geistobjekten entsteht Objektbewusstsein. Das Zusammentreffen der drei Formkategorien wird „Kontakt“ genannt. Zum Bsp.: Auge + Form und Farbe + Augen-Bewusstsein = Augen-Kontakt.[8] Durch Kontakt entsteht ...
7. Empfindung (skr.: वेदना, vedanā, pi.: vedanā – „Wahrnehmung“, „Empfindung,“ „Emotionen“, „Leiden“, „Schmerz“). Die drei Arten von Empfindung sind: 1. angenehm, 2. unangenehm, 3. weder-angenehm-noch-unangenehm. Aus der Empfindung entsteht ...
8. Begehren, Verlangen (skr.: तर्ष, tarṣa, pi.: tanhā – „Durst“, „Gier“, „Verlangen“, auch tṛṣṇā genannt). Hier handelt es sich um das Verlangen nach Sein, Werden oder Identifikation, den ‚Ich-will’- oder ‚Ich-will-nicht’-Geist. Aufgrund des Verlangens entstehen ...
9. Anhaften, Denken, Ergreifen, Identifizieren (skr.: उपादान, pi.: upādāna). Die Geschichte des ‚Warum’ des Begehrens, des ausprägenden Bewusstseins von Ich und Mein, sämtlichen Gedanken, Ideen, Konzepten und Vorstellungen. Daraus entstehen ...
10. Werdeprozess / gewohnheitsmäßige Tendenzen (skr.: भव,  pi.: bhava) – sowohl karmische Handlungen (kamma-bhava) als auch deren Wirkungen (upapatti-bhava), die vielfach mit Da-Sein übersetzt werden. Einer Art persönlichem Archiv gewohnheitsmäßiger Reaktionen. Diese führen zur ...
11. Geburt (skr.: जाति, pi.: jāti – „Geburt“, „Familie“, „Form der Existenz, die durch die Geburt festgelegt ist“, „Spezies“, „Klasse“, „Kaste“) einer Handlung gedanklicher, verbaler oder körperlicher Natur oder der Geburt in einer neuen Existenz (Wiedergeburt).[9] Aufgrund von Geburt gibt es ...
12. Alter und Tod, Schmerz und Klagen, Leid, Betrübnis und Verzweiflung (skr.: jarāmaranaśokaparidevaduḥkhadaurmanasyopāyāsāḥ, pi.: jarāmāranaṃ sokaparidevadukkhadomanassupāyāsā).

Das Erkennen des bedingten Zusammen-Entstehens ist laut Pali-Kanon das Ergebnis der meditativen Praxis des historischen Buddha und bildet zusammen mit den Vier Edlen Wahrheiten die zentrale buddhistische Lehraussage. Die Einsicht in diese Gesetzmäßigkeit bedeutete für den Buddha das Erwachen (skr., pi.: bodhi),  bzw. seine Befreiung (skr.: vimukti, pi.: vimutti). Die Kette erklärt den Werdeprozess des Menschen, ohne auf Vorstellungen eines Schöpfers oder eines ewigen Selbst zurückzugreifen. Jedes Glied ist durch das vorhergehende bedingt und Bedingung für das folgende. Sie kann unter verschiedenen Aspekten analysiert werden, zum Beispiel in zeitlicher oder funktionaler Hinsicht:
In zeitlicher Hinsicht: Die Glieder 1–2 gehören dem vorangegangenen Leben an, während die Glieder 3–10 die Bedingungen (3–7) und Früchte (8–10) des aktuellen Lebens darstellen. 11–12 gehören zum zukünftigen Leben. Damit wird der Kreislauf der Wiedergeburten (Samsara) erklärt.
In funktionaler Hinsicht: Die Glieder 2–3 sind Potentiale, die Glieder 4–7 unpersönliche Eigenschaften des physischen Körpers und des Geistes eines jeden fühlenden Wesens, 8–11 sind die persönlichen Aspekte.
Während der Buddha in den frühen Lehrreden des Pali-Kanon auf das Verlangen, bzw. den „Durst“ (pi.: tanha), als Ursache für das Sich-Verstricken im Daseinskreislauf (Saṃsāra) verweist, betont er später das Nichtwissen (pi.: avijjā), so dass es für ihn zwei, sich gegenseitig bedingende, Ursachen des Leidens gibt. Die zwölfgliedrige Ursachenkette vereint dementsprechend die beiden letztgenannten Leidensursachen (11–12) in einem Konzept.
Die Beschreibungen des Theravada und des Mahāyāna decken sich weitgehend, aber nicht vollständig. Die Unterschiede betreffen dabei ausschließlich die Begriffsbildung. Während für den Theravada im bedingten Zusammen-Entstehen das Nichtselbst der Dhammas (Bewusstseinsmomente) dargestellt wird, verweist der Mahāyāna auf die Leerheit aller Phänomene. Die Mādhyamikas, „Vertreter der Lehre von der Mitte“, setzen die zwölfgliedrige Kette des bedingten Entstehens deshalb insgesamt mit Leerheit (skr.: śūnyatā) gleich.